# Монда
Монда (ісп. Monda) — муніципалітет в Іспанії, у складі автономної спільноти Андалусія, у провінції Малага. Населення — 2470 осіб (2010).
Муніципалітет розташований на відстані близько 430 км на південь від Мадрида, 38 км на захід від Малаги.

## Демографія
Динаміка населення (INE ):

## Галерея зображень

Розташування муніципалітету у провінції Малага
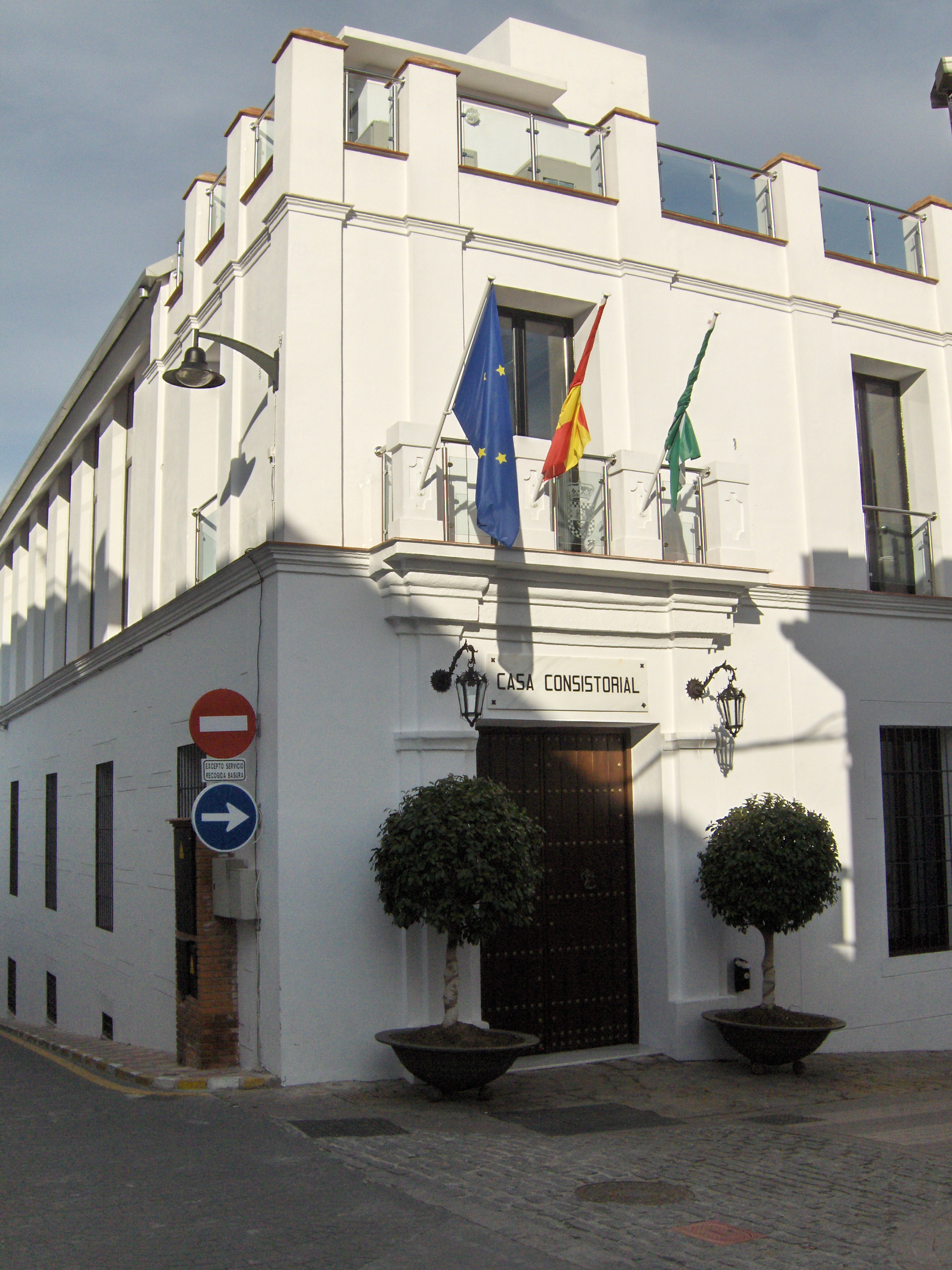
Муніципальна рада